# Belle Harbor (Queens)
Koordinaten: 40° 35′ N, 73° 51′ W

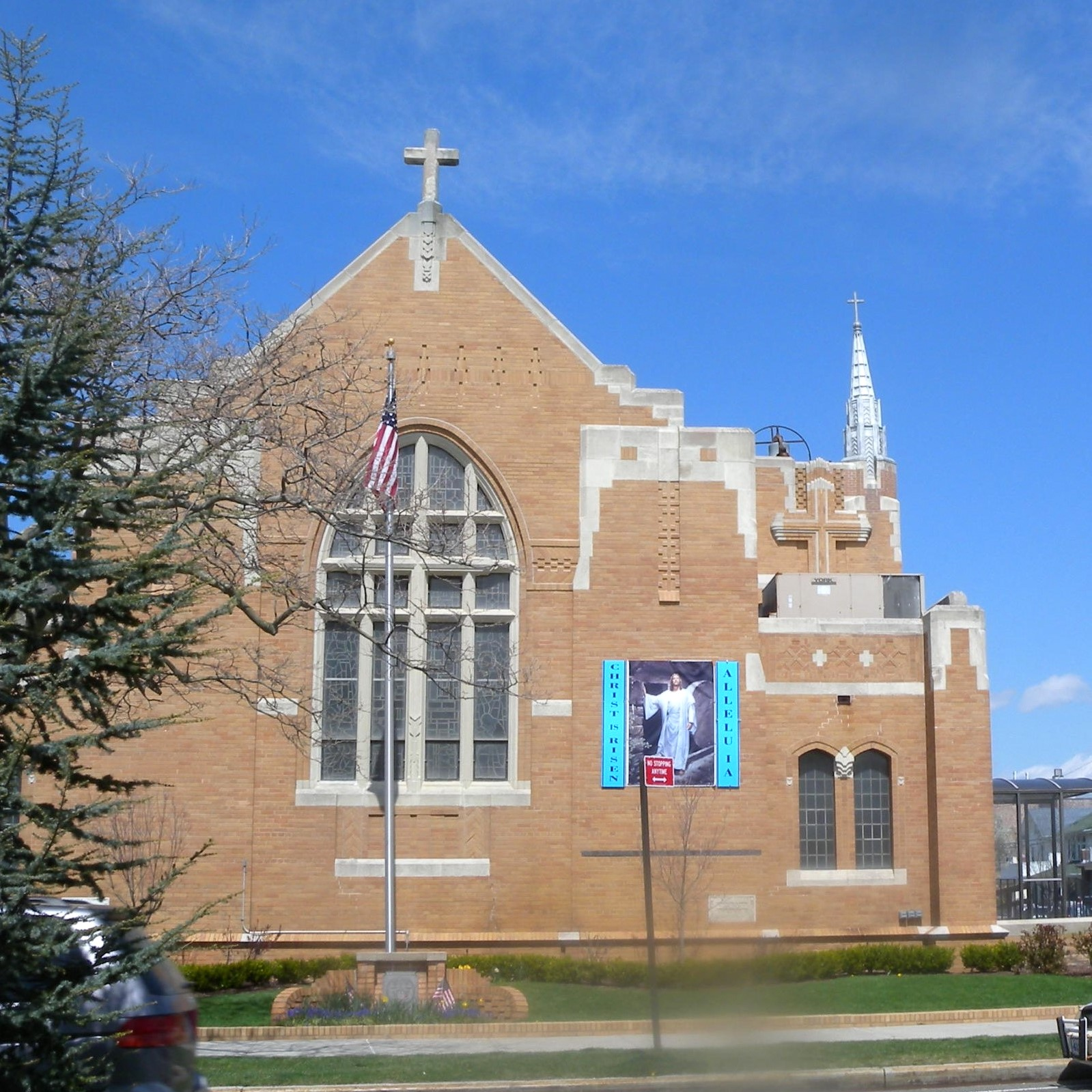
Church of Saint Francis DeSales am Rockaway Beach Boulevard

Belle Harbor ist ein Stadtteil im Stadtbezirk Queens in New York City, Vereinigte Staaten. Das auf der Halbinsel Rockaway Peninsula gelegene Viertel wird überwiegend von Weißen mit größten Teil irischer und italienischer Abstammung bewohnt.
Belle Harbor hatte im Jahr 2020 laut US-Census 6089 Einwohner, ist Teil des Queens Community District 14, hat die Postleitzahl 11694 und gehört zum 100. Bezirk des New Yorker Polizeidepartements. Kommunalpolitisch wird Rockaway Park durch den 32. Bezirk des New York City Council (Queens County) vertreten.

## Beschreibung

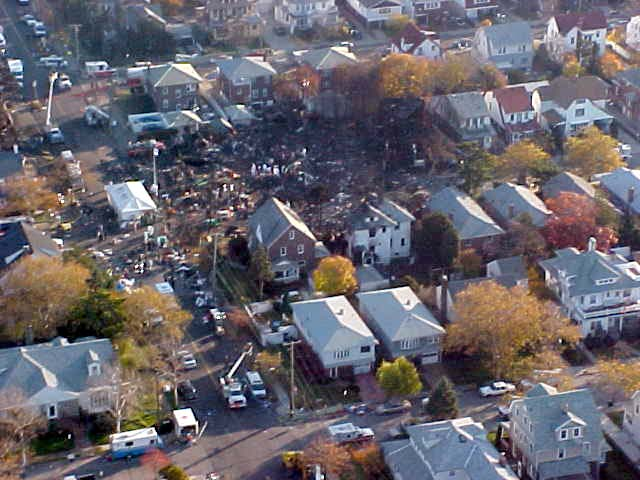
Absturzstelle von Flug 587 an der Newport Avenue/Beach 131st Street mitten in Belle Harbor (2001)

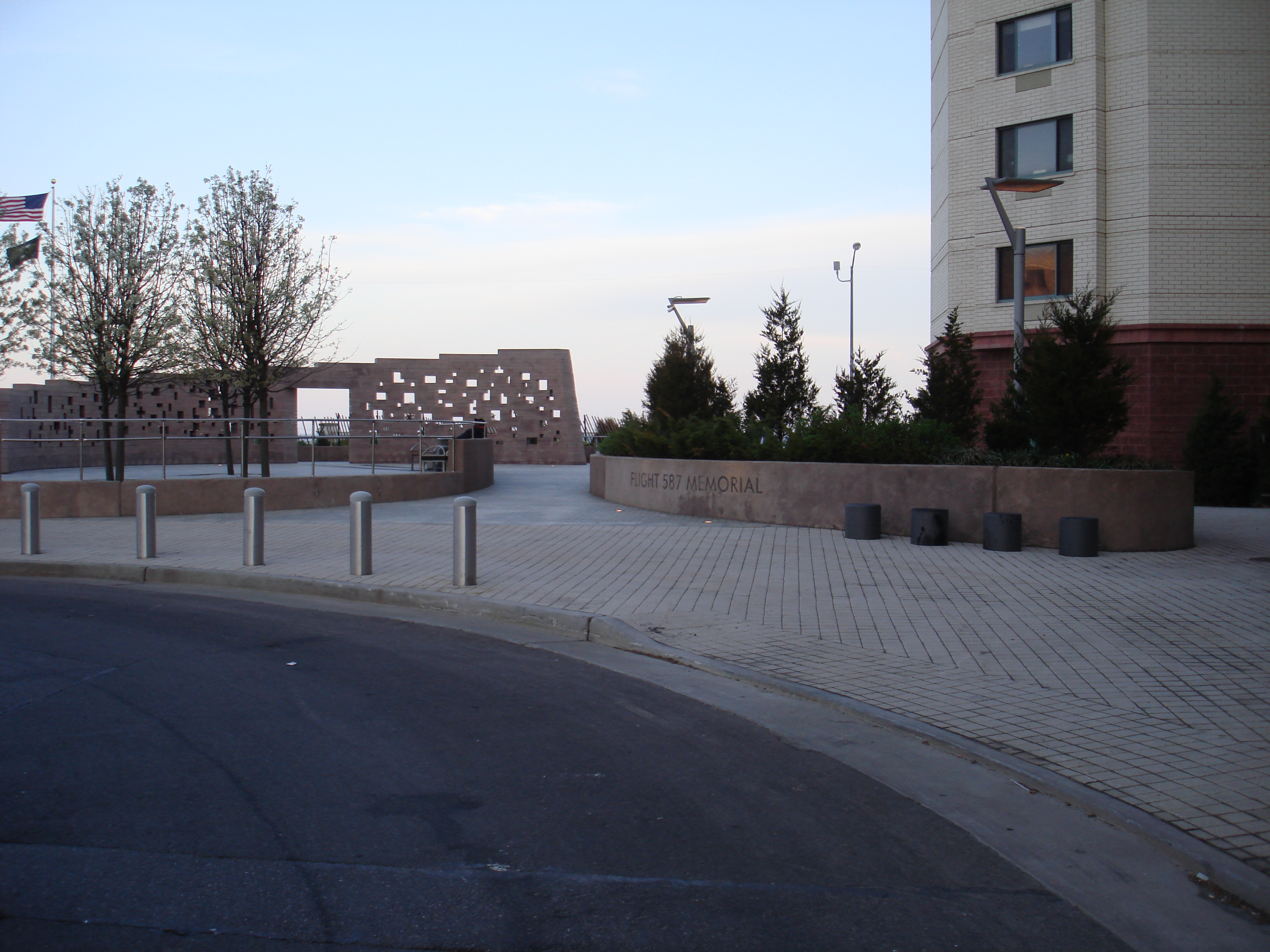
Denkmalanlage für die 265 Todesopfer des American-Airlines-Fluges 587 im benachbarten Rockaway Park

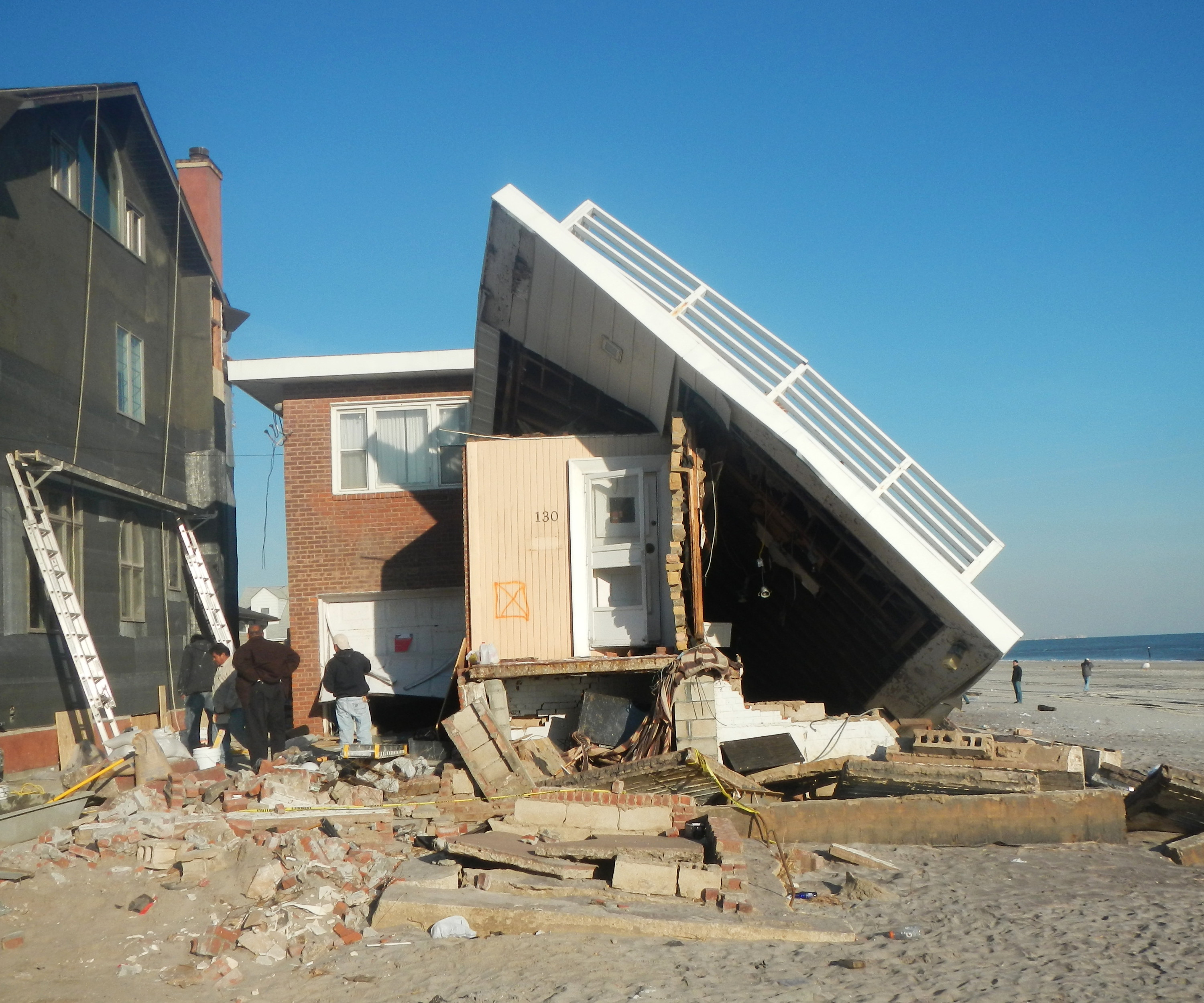
Vom Hurrikan Sandy zerstörte Gebäude an der Beach 139th Street

Belle Harbor befindet sich im äußersten Süden von Queens auf der Halbinsel Rockaway, gelegen zwischen der Jamaica Bay im Norden und dem Atlantischen Ozean im Süden. Der Stadtteil erstreckt sich im Allgemeinen zwischen der Beach 126th Street und der Beach 142nd Street und nimmt etwa 1,26 km² ein. Er grenzt im Osten an den Stadtteil Rockaway Park und im Westen an Neponsit.
Die Gegend des heutigen Viertels bewohnten einst die indigenen Canarsee, die die Halbinsel „Reckouakie“ nannten, woraus sich später der Name Rockaway entwickelte. Ende des 19. Jahrhunderts entwickeltes es sich zu einem beliebten Badeort und beherbergte Villen wohlhabender New Yorker. Inspiriert von der ruhigen Bucht und dem Hafen erhielt Belle Harbor seinen Namen von dem Immobilienentwickler John W. McCarthy, der im Jahr 1900 die Belle Harbor Land Company gründete und Land für Sommerhäuser verkaufte.
In den Vierteln der Halbinsel Rockaway, so auch in Belle Harbor, leben und lebten viele Feuerwehrleute und Polizisten, von denen viele bei den Terroranschlägen vom 11. September 2001 ums Leben kamen. Ihnen zu Ehren ließen die Bewohner der Halbinsel den Tribute Park, eine 1250 m² große Parkanlage an der Ecke Beach Channel Drive und Beach 116th Street in Rockaway Park an der Jamaica Bay anlegen.
Der Stadtteil wurde Ende 2012 ebenso wie die gesamte Halbinsel vom Hurrikan Sandy verwüstet. Sandy zerstörte in Belle Harbor mehr als ein Dutzend Häuser und das Restaurant „Harbor Light“ komplett durch Feuer. Der Wiederaufbau der Viertel und die Wiederherstellung des Strandes fand in zwei Phasen in den Jahren 2013 und 2014 mit einem Kostenaufwand von rund 47 Millionen US-Dollar statt.
Heute ist Belle Harbor ein wohlhabendes Stadtviertel mit ausschließlicher Wohnbebauung und bekannt für seine Architektur im viktorianischen Stil und seine breiten Strände. Strand und Meer sind hier ein Mekka für Surfer.

## Demografie
Laut Volkszählung von 2020 hatte Belle Harbor in den genannten Grenzen 6089 Einwohner bei einer Einwohnerdichte von 4832 Einwohnern pro km² und wird fast ausschließlich von Weißen bewohnt. 2020 lebten hier 5452 Weiße (89,5 %), 394 Hispanics (6,5 %), 13 Afroamerikaner (0,2 %), 72 Asiaten (1,2 %), 43 aus anderen Ethnien (0,7 %) und 115 aus zwei oder mehr Ethnien (1,9 %).

## Flugzeugunglück am 11. November 2001
Am 11. November 2001 stürzte der American-Airlines-Flug 587 mitten in Belle Harbor an der Newport Avenue/Beach 31st Street ab. Dabei wurden alle 260 Flugzeuginsassen und fünf Bewohner in ihren zerstörten Häusern getötet. Das Flugzeug befand sich auf dem Flug vom John F. Kennedy International Airport nach Santo Domingo, der Hauptstadt der Dominikanischen Republik. Am mittlerweile wieder mit neuen Wohnhäusern bebauten Ort der Katastrophe wurde eine vorübergehende Gedenkstätte eingerichtet, bis eine Denkmalanlage im benachbarten Rockaway Park am südlichen Ende der Beach 116th Street an der Ocean Promenade am Atlantik eröffnet wurde.

## Verkehr
- Belle Harbor hat keinen Anschluss an die New York City Subway. Knapp einen Kilometer östlich liegt in Rockaway Park die Endstation Beach 116th Street der U-Bahn-Strecke IND Rockaway Line. Von hier verkehren die Linien .[7]
- Die New York City Transit Authority betreibt in Belle Harbor die drei Buslinien Q22, Q35, QM16.
- Die NYC Ferry bietet mit den RWS-Shuttles von zwei Haltestellen am Rockaway Beach Boulevard auf Höhe der Beach 127th und Beach 135th Street eine Busverbindung zu ihrem Fährterminal Rockaway an der Jamaica Bay in der Beach 108th Street in Rockaway Park.[8] Von dort verkehren die Fähren nach Lower Manhattan.